# Siège de Changsha
La bataille de Changsha a été menée dans les premières années de la rébellion de Taiping tout au long de 1852.  Après avoir vaincu les forces Qing dans le Guangxi , les Taiping ont avancé dans la province voisine du Hunan . La ville était fortement défendue et un retard dans l'avance des Taiping a permis aux forces Qing de renforcer la ville. La première tentative d'avancer vers le nord a été stoppée lors d'une embuscade au gué Suoyi dans la rivière Xiang , où plus de 10 000 marins et soldats Taiping ont été tués.
L'armée de Taiping a recruté des mineurs de la région pour construire des tunnels de siège dans le but de percer les murs de la ville. Cependant, seuls trois des dix tunnels construits ont fini par atteindre les murs. Finalement, la plupart des zones environnantes et des rivières ont été capturées par les rebelles de Taiping.
En septembre, le roi de l'Ouest Xiao Chaogui a tenté de remonter le moral en hissant des banderoles et en revêtant ses robes royales sur le champ de bataille, mais a été repéré par un artilleur Qing et tué. Avec la mort de l'un des premiers rois, en novembre, Hong Xiuquan a annulé le siège et les forces de Taiping ont continué vers le nord sur la rivière Xiang en direction de Wuchang dans le Hubei .